# Mamonty Jugry Chanty-Mansyjsk
Mamonty Jugry Chanty-Mansyjsk (ros. Мамонты Югры Ханты-Мансийск) – rosyjski klub hokeja na lodzie juniorów z siedzibą w Chanty-Mansyjsku.

## Historia
- Jugra 2 Chanty-Mansyjsk (-2011)
- Mamonty Jugry Chanty-Mansyjsk (2011-)

W 2011 drużyna została utworzona i przyjęta do rozgrywek juniorskich MHL.
Zespół działa w strukturze klubu Jugra Chanty-Mansyjsk z seniorskich rozgrywek KHL.

## Sukcesy
- Brązowy medal MHL: 2013
- Pierwsze miejsce w Konferencji Wschód w sezonie zasadniczym MHL: 2018, 2019, 2024
- Pierwsze miejsce w Dywizji Złotej (Wschód) w sezonie zasadniczym MHL: 2024

## Szkoleniowcy
- Pawieł Jezowskich (2011-2015)[7][8][9][10]
- Aleksiej Tiertysznyj (2015-2015)[11]
- Dmitrij Burłucki (2016-2021)[12][13][14][15][15]
- Oleg Taubiew (2021-2023)[16]
- Dmitrij Burłucki (2023-)[17]